# Getting a Hired Girl
Getting a Hired Girl è un cortometraggio muto del 1912. Il nome del regista non viene riportato nei credit del film che, prodotto dalla Essanay Film Manufacturing Company, aveva come interpreti Harry Cashman, Howard Missimer e Eleanor Blanchard.

## Produzione
Il film fu prodotto dalla Essanay Film Manufacturing Company.

## Distribuzione
Distribuito dalla General Film Company, il film - un cortometraggio a una bobina - uscì nelle sale cinematografiche statunitensi il 7 marzo 1912.